# Martin Luther King Bridge
Le Martin Luther King Bridge, anciennement Veterans Bridge, est un pont à poutres en porte-à-faux d'une longueur de 1 222 mètres. Il est situé sur le fleuve Mississippi et relie Saint-Louis dans le Missouri à East Saint Louis dans l'Illinois.
Il est renommé d'après Martin Luther King en 1968.

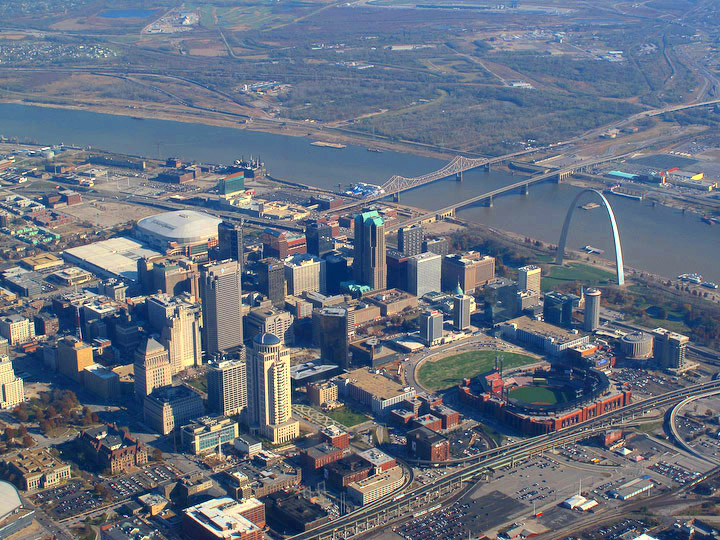
Centre-ville de Saint-Louis avec les ponts Eads et Martin Luther King. La Gateway Arch et le Busch Memorial Stadium sont aussi visible.